# Бихерис
Бихерис је грчко име египатског фараона из четврте династије. Владао је кратко време око 2530. п. н. е.
Једино сведочанство из његовог времена је са градилишта недовршене пирамиде у Саујет ал Арјану. Ту је откривено више графита који садрже имена фараона у картушима. Из оштећених фрагмената није могуће јасно одредити име овог фараона. Могуће је да је било Бака.
Манетон помиње да је Бихерис владао 22 године, али египтолози сматрају да је његова владавина била знатно краћа, јер нема значајних грађевина које би му се приписале. Претпоставља се да је владао годину-две, можда и краће.